# Alfred Lion
Alfred Lion, rodným jménem Alfred Loew (21. dubna 1908 – 2. února 1987), byl německo-americký podnikatel. Narodil se do židovské rodiny v Schönebergu. V roce 1929 emigroval do Spojených států amerických. Později se vrátil zpět do Německa a následně působil v Jižní Americe. V roce 1938 se vrátil do New Yorku. Zde v roce 1939 založil spolu s Maxem Margulisem hudební vydavatelství Blue Note Records. Později působil také jako producent nahrávek, které tato společnost vydávala. Zemřel v San Diegu ve věku 78 let.